# Uhřice (ort i Tjeckien, Södra Mähren, lat 49,60, long 16,74)
Uhřice är en ort i Tjeckien.   Den ligger i regionen Södra Mähren, i den östra delen av landet, 180 km öster om huvudstaden Prag. Uhřice ligger 409 meter över havet och antalet invånare är 295.
Terrängen runt Uhřice är kuperad norrut, men söderut är den platt.Runt Uhřice är det ganska tätbefolkat, med 52 invånare per kvadratkilometer. Närmaste större samhälle är Moravská Třebová, 18,8 km norr om Uhřice. Trakten runt Uhřice består till största delen av jordbruksmark.